# Tres-Marias-Gelbfledermaus

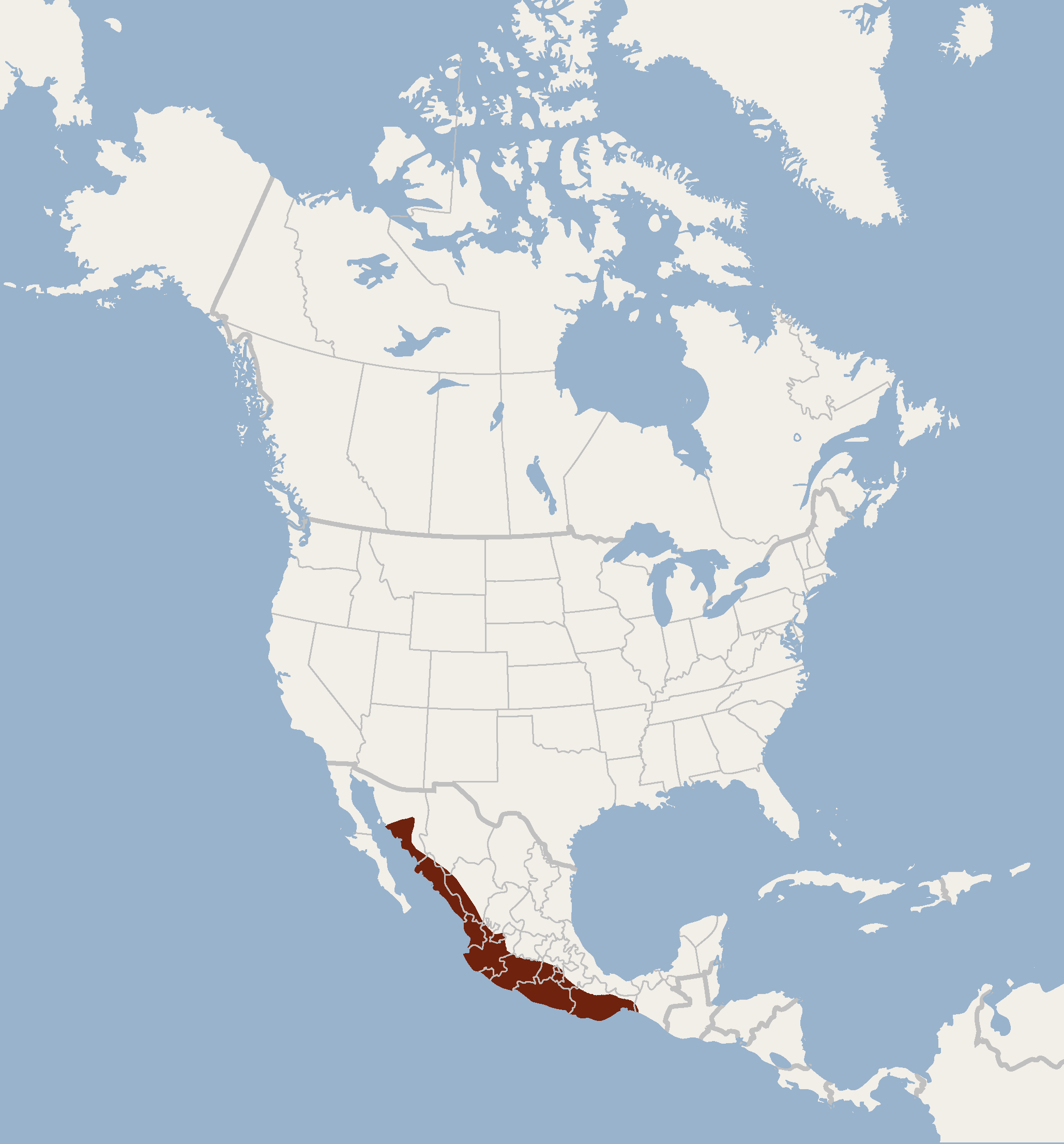
Verbreitungsgebiet der Tres-Marias-Gelbfledermaus

Die zur Gattung Gelbfledermäuse zählende Tres-Marias-Gelbfledermaus (Rhogeessa parvula) ist im westlichen Mexiko verbreitet. Der deutsche Name bezieht sich auf den Fundort des Typusexemplars auf den mexikanischen Marias-Inseln im Pazifik. Die Art ist vermutlich eng mit der Zwerg-Gelbfledermaus (Rhogeessa minutilla) und der Schwarzflügel-Gelbfledermaus (Rhogeessa tumida) verwandt. Der Artzusatz parvula im wissenschaftlichen Namen ist das lateinische Wort für klein.

## Merkmale
Von den Gattungsvertretern deren größte Schädelweite zwischen 12 und 13,5 mm liegt, hat diese Art eine leicht bis stark behaarte Schwanzflughaut und der dritte Schneidezahn im Unterkiefer pro Seite ist gewöhnlich kürzer als der Zweite. Die Tiere sind mit Schwanz 69 bis 79 mm lang, die Schwanzlänge liegt bei 26 bis 32 mm und das Gewicht variiert zwischen 3 und 8 g, wobei Werte um 5 g am häufigsten vorkommen. Die Tres-Marias-Gelbfledermaus hat 4,5 bis 7 mm lange Hinterfüße, die Ohren sind 12 bis 14 mm lang und die Länge der Unterarme ist etwa 28 bis 30 mm. Die kleinsten Exemplare wurden im Bundesstaat Nayarit registriert. Das Gesicht ist durch kleine Augen mit einer aufgesetzten Warze, Vibrissen auf den Lippen und einer Warze unter dem Kinn gekennzeichnet. Oberseits sind die kurzen weichen Haare an den Wurzeln graubraun und nach einem Drittel kastanienbraun, mittelbraun oder rehkitzfarben. Unterseits kommen ähnliche Haare vor, jedoch sind die Spitzen hellgrau mit rötlichen Tönen. Bis auf die schon beschriebene Schwanzflughaut sind die schwarzen Flughäute nackt. Die Ohren sind etwa bis zur Hälfte im Fell versteckt. Eine Studie von 1965 gab mehr gelbliches Fell an. Diese Fledermaus unterscheidet sich in abweichenden Details des männlichen Penisknochens von anderen Gelbfledermäusen. Der Schwanz ist vollständig in die Schwanzflughaut integriert. Die 30 Zähne verteilen sich nach der Zahnformel I 1/3, C 1/1, P+M 4/5.

## Verbreitung
Die Art ist vom Bundesstaat Sonora bis nach Oaxaca und auf einigen vorgelagerten Inseln verbreitet. Sie lebt im Flachland und in Gebirgen bis 1500 Meter Höhe. Die  Tres-Marias-Gelbfledermaus hält sich in warmen laubabwerfenden Wäldern auf mit Sträuchern und Bäumen, die oft Stacheln besitzen sowie mit Kakteen. Sie hält sich gern an Teichen und Wasserläufen auf und besucht angrenzendes Kulturland.

## Lebensweise
Diese Fledermaus teilt ihr Revier mit verschiedenen anderen Gattungsvertretern und anderen Fledermäusen. Die Nahrung besteht aus unterschiedlichen Insekten. In nördlichen Gebieten wurden trächtige Weibchen mit ein oder zwei Embryos zwischen April und Juni registriert. Einzelfunde lassen vermuten, dass die Fortpflanzung weiter südlich eher stattfindet.

## Gefährdung
Auch wenn keine direkten Bedrohungen bekannt sind, so ist die Tres-Marias-Gelbfledermaus selten, so dass eine Ausweitung der Schutzgebiete ratsam ist. Die Gesamtpopulation gilt als stabil. Deswegen wird diese Fledermaus von der IUCN als nicht gefährdet (least concern) gelistet.